# Bad Wünnenberg

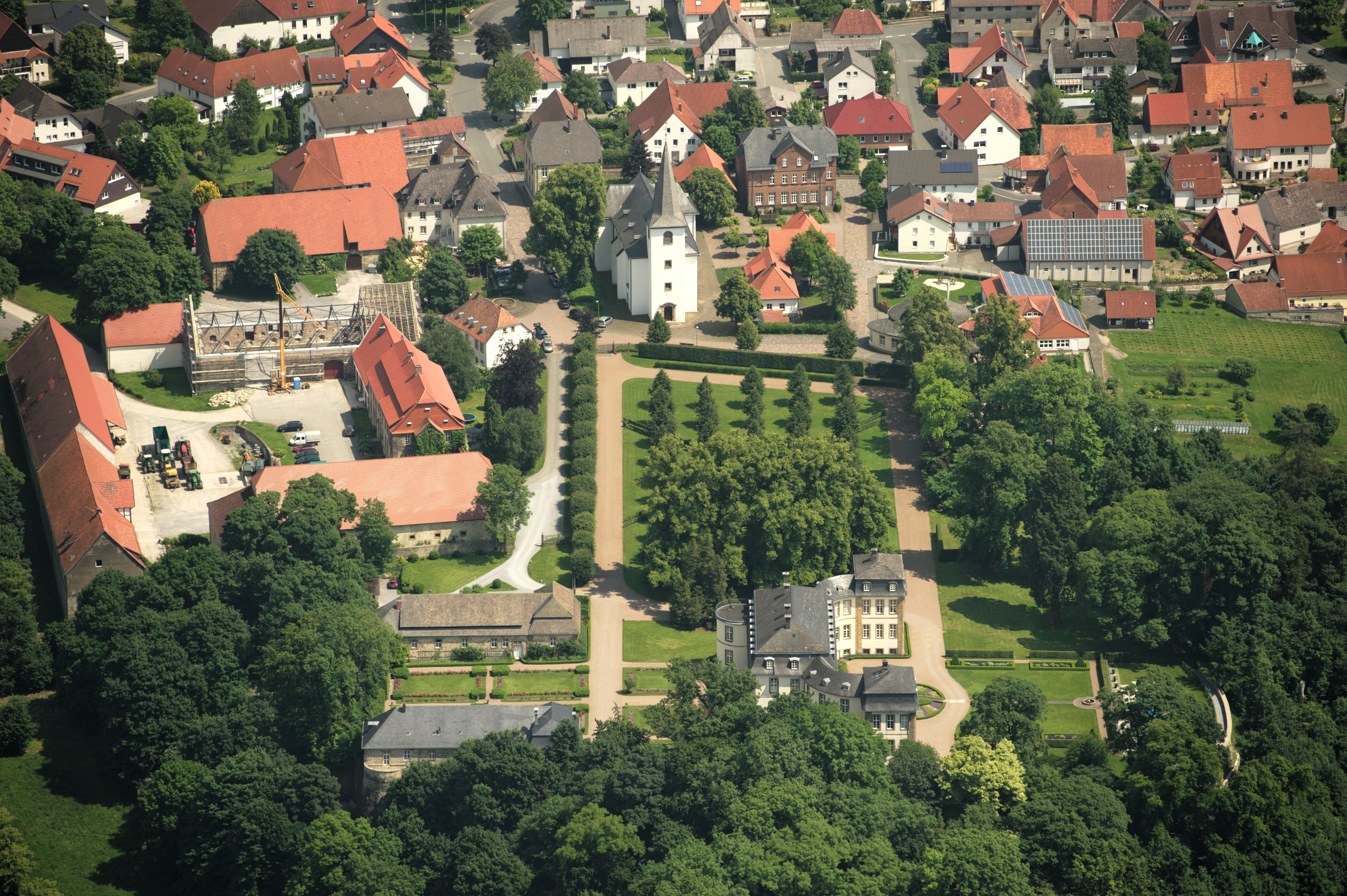
Bad Wünnenberg

Bad Wünnenberg é uma cidade da Alemanha localizado no distrito de Paderborn, região administrativa de Detmold, estado de Renânia do Norte-Vestfália.